# You, Be Cool!
《유, 비 쿨!》(You, Be cool!)은 킹레코드 계통의 레벨이다. 각종 미디어에서는 You, Be Cool! / KING RECORDS 또는 킹레코드등 표기되는 경우도 있다.

## 개요
- 지금까지 데프스타 레코드에 소속된 AKB48가 킹레코드 이적 제1탄 싱글 『오오고에 다이아몬드』의 릴리스시에 발표된 라벨이다.
- 판매 체제는 데후스타 시대에는 CD숍에서만 판매였지만, 킹 이적 이후, 「스타 차일드공급 업체이기도 강점을 살려 기존의 CD숍 이외에 「코믹 도라노아나」나 「게이머즈」, 「애니메이트」, 「캐릭터 애니」등 애니메이션 관련 전문 숍에서도 취급하게 된 것이 큰 특징이기도 하다.
- 이적 이후 판매 방법으로 통상반과 극장반의 2개로 나뉘어 있지만, 「극장반」에서는 캐릭터 애니만 취급하고 있다. 또한 18th 싱글 「Beginner」보다 첫회 완전 한정 생산판과 통상반과 극장반과 3가지로 구분되어 판매된다.

## 소속 아티스트
- STU48
- 카사이 토모미
- 후지타 나나
- 마에다 아츠코
- 카시와기 유키